# Cameron Devlin
Cameron Peter Devlin (* 7. Juni 1998 in Sydney, NSW) ist ein australischer Fußballspieler, der bei Heart of Midlothian in der Scottish Premiership unter Vertrag steht. Er war Teil des Olympiakaders der Olyroos bei den Olympischen Spielen 2020 in Tokio.

## Karriere

### Verein
Cameron Devlin begann seine Fußballkarriere in Sutherland, einem Vorort seiner Geburtsstadt Sydney. Bis 2015 spielte er bei den „Sutherland Sharks“ bevor er innerhalb der Stadt zu den Western Sydney Wanderers wechselte. Für die „Wanderers“ kam er unter anderem in der A-League Youth zum Einsatz. Nach zwei Jahren wechselte er zum Sydney FC. Nachdem Devlin in der Saison 2017/18 Teil des A-League Youth-Teams des Sydney FC gewesen war, wurde er in der A-League-Saison 2018/19 in den Kader der Profimannschaft berufen. Unter Steve Corica wurde er sieben Mal in der Liga von der Bank eingewechselt sowie in einem Spiel in der AFC Champions League gegen Kawasaki Frontale. Sein erstes Profitor erzielte er am 1. März 2019 bei einem 2:0-Sieg gegen Adelaide United. Mit Sydney wurde er am Ende der regulären Saison zweiter hinter Perth Glory. In der abschließenden Finalrunde konnte Sydney das Grand Final um die australische Meisterschaft gegen Perth im Elfmeterschießen gewinnen.
Am 4. Juli 2019 unterzeichnete Devlin einen Zweijahresvertrag beim neuseeländischen Verein Wellington Phoenix, nachdem er eine Vertragsverlängerung in Sydney abgelehnt hatte. In seinen ersten Monaten kam Devlin nur sporadisch zum Einsatz. Ab Dezember 2019 gab Devlin nach einer Verletzung des eigentlichen Stammspielers im zentralen Mittelfeld Alex Rufer sein Startelfdebüt. Für „Phoenix“ gab es ein 0:0-Unentschieden gegen Melbourne Victory. Er wurde schnell zu einem festen Bestandteil des Teams, wurde im Dezember zum A-League-Spieler des Monats ernannt und behielt seinen Startplatz, selbst als Rufer sich von seiner Verletzung erholt hatte. Auch mit den Neuseeländern erreichte er die Finalrunde, schied allerdings im Viertelfinale gegen Perth Glory aus. In der folgenden Saison 2020/21 gelang ihm sein erstes Tor im Trikot von Wellington, als er gegen seinen früheren Jugendverein Western Sydney Wanderers bei einer 3:4-Niederlage traf. Die Finalrunde wurde mit dem siebten Tabellenplatz verpasst.
Am 28. Juni 2021 wurde bekannt gegeben, dass Devlin einen Zweijahresvertrag mit den Newcastle United Jets unterzeichnet habe. Bis August 2021 und vor dem Saisonstart, wurde jedoch mit den „Jets“ und dem schottischen Erstligisten Heart of Midlothian ein Transfer vereinbart. Ohne einen Einsatz in Newcastle absolviert zu haben, wechselte Devlin nach bestätigten Visum für eine unbekannte Ablösesumme nach Schottland.

### Nationalmannschaft
Cameron Devlin kam im Fußballturnier der Olympischen Spiele in Tokio im Jahr 2021 zu einem Einsatz gegen Ägypten, nachdem er für Connor Metcalfe eingewechselt wurde. Er war per P-Akkreditierung nachnominiert worden.
Am 25. September 2022 debütierte er in der australischen Nationalmannschaft, als er im Freundschaftsspiel gegen Neuseeland in der zweiten Halbzeit eingewechselt wurde.